# 貴愛
貴愛（きえ　1989年5月30日 - ）は新潟県出身の日本の女性シンガーソングライター。アートディレクターとしても宮﨑薫や黒川沙良、藤社優美などの作品に多く携わっている。

## 経歴
幼い頃から韓国舞踊やJ-POPに触れ育ち,高校時代吹奏楽部活動でテナーサックスに触れ音楽の素晴らしさを知り、大学時代にバンドのボーカルを経験したのをきっかけに単独でのライブ活動等ソロシンガーとしての活動を始める。
その後、2016年には自身初となるミニ・アルバム「Invitation」をリリース。
流通をせず手売りながら2000枚以上を売り上げる。
2017年3月29日　2nd EP　「Entree」がポニーキャニオンPCI_MUSICレーベルより全国リリースをし完売。また同アルバムが
全日本空輸ANA channel JPOPに採用され、収録曲は地元新潟では4本のCMソングに選ばれる。
2019年ロッテアライリゾート 夏/冬のCM曲「My Pleasure」を描き下ろし
2020年「Seize the Day」「Fantasia」をデジタルシングルリリース 
2022年 「Belive(新録/新バージョン）」がN1グループのCMに採用
2022年12月には待望のフルアルバムがリリースされた。

## CM/タイアップ曲
- 新潟県新潟市万代シテイイメージCMソング（2016年）
「My shine」[5]（Album「Invitation」収録）が採用
- N-１グループ企業CMソングタイアップ(2017年)
「Believe」（Album「Entree」収録）が採用
- 全日本空輸 ANA国際線機内ANA channel JPOP(2017)
mini Album「Entree」が3採用
- スカパーJsportsインタープロトシリーズ（2017年）
「笑顔RUSH！」(Album「Invitaion」収録)がタイアップ曲として採用
- ロッテアライリゾートCMソング（2017/2018年）
「Groovy Lady」(Album「Invitaion」収録)
「i will」（Album「Invitaion+2」収録）が採用
- ロッテアライリゾート CMソング（2018/2019年）
「My Pleasure」(Album「Green Flare」収録)
- N-１グループ企業CMソングタイアップ(2019年)
「Shine On You」（Album「Green Flare」収録）が採用